# 메르세데스-벤츠 GLC
메르세데스-벤츠 GLC(영어: Mercedes-Benz GLC)는 독일의 자동차 회사인 다임러 AG가 제조해 메르세데스-벤츠로 판매하는 럭셔리 중형 SUV이다.

## 1세대(X253/C253, 2015~2022)

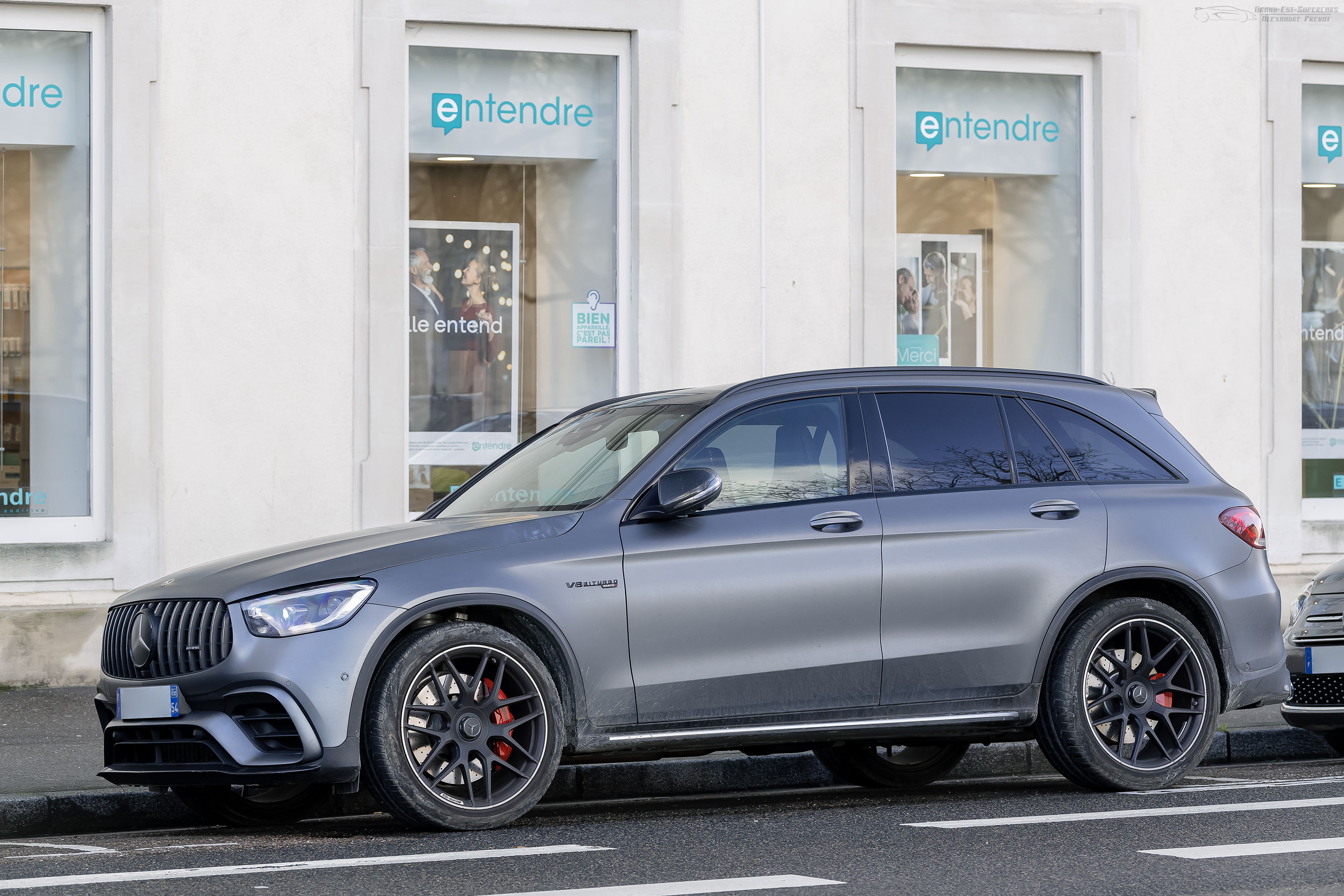
메르세데스-벤츠 GLC 정측면

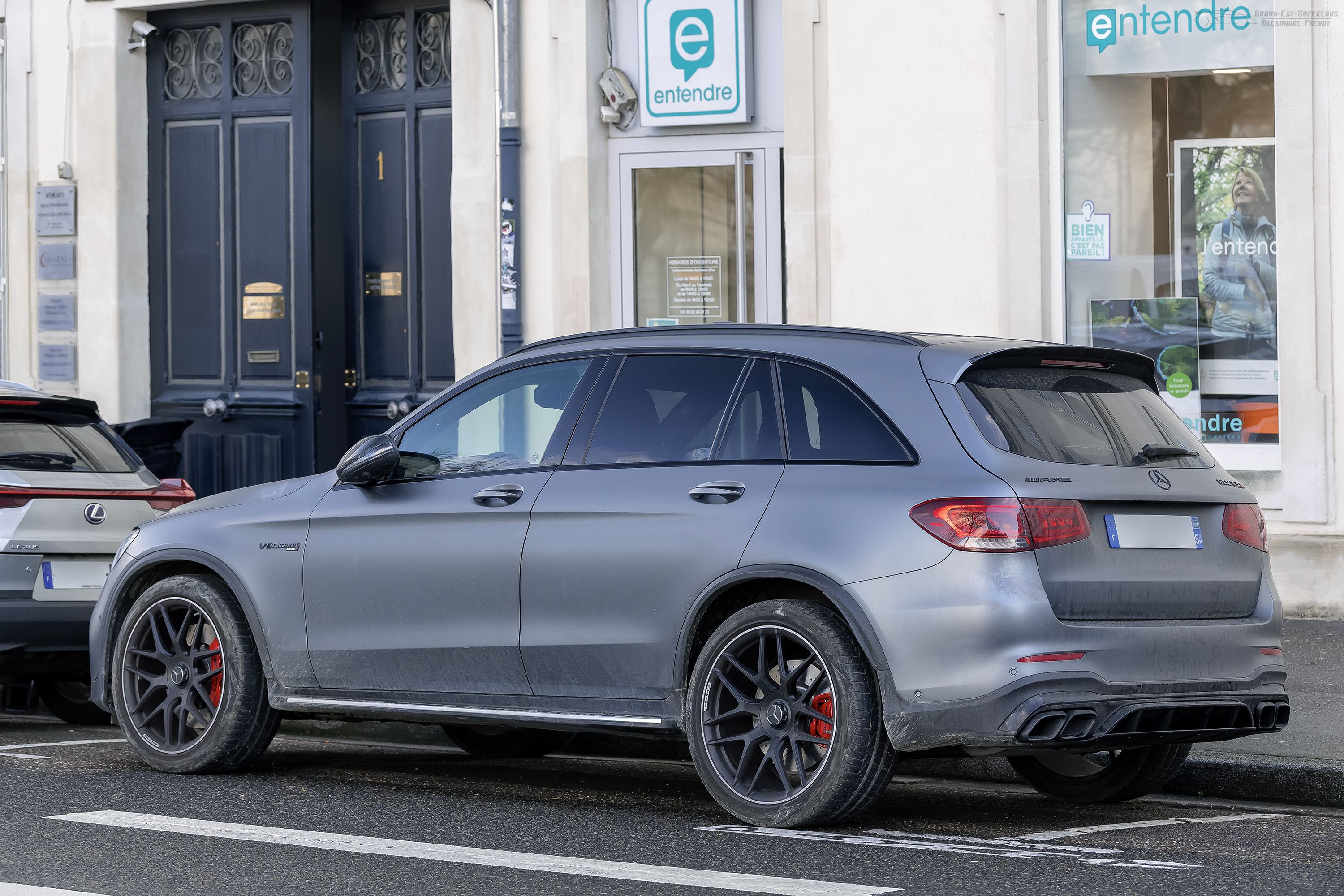
메르세데스-벤츠 GLC 후측면

2015년에 GLK의 후속 차종으로 선보인 GLC  는 메르세데스-벤츠의 새로운 작명법에 의하여 SUV를 뜻하는 GL에 C 클래스와 같은 급을 의미하는 C가 붙었다. 기존의 GLK 클래스가 직선 위주의 디자인이었던 것에 반하여 곡선 위주의 디자인에 메르세데스-벤츠의 최신 패밀리 룩이 반영되었다. 차체에 알루미늄이 대거 적용되어 중량을 줄였고, 축거 역시 118mm 늘어났다. 이후 쿠페, 수소전치차(F-Cell),플러그인 하이브리드(EQ-POWER), AMG 43, AMG 63이 출시되었다. 하지만, 수소전지차는 흐지부지되었다. 2019년에 페이스리프트를 거쳤으며, 벤츠의 새로운 디자인 룩이 적용되었으며, MBUX가 기본으로 적용되었다. 대한민국은 그 다음해 1월에 들여왔고, 후속 모델이 출시된 2022년 기본 모델이 판매 종료되었으며, 2023년 쿠페 모델이 판매 종료 되며 국내에서 판매가 완전히 끝났다. 

## 2세대 (X254/C254, 2022~현재)
2022년 6월 11일에 SUV 버전이 온라인으로 공개됐으며, 쿠페는 2023년 3월 14일 공개되었다. C클래스와 유사한 세로형 디스플레이가 센터페시아에 적용됐다. 
모든 내연기관 엔진 라인업이 직렬 4기통 1.5L/2.0L 엔진으로 단일화하여 회생제동 기능을 지원하는 통합 스타트 제너레이터와 마일드 하이브리드(EQ Boost)가 탑재되며, 플러그인 하이브리드용 충전소켓은 리어 범퍼에서 리어 펜더로 이동했다.

## 생산 댓수
| 연도   | 생산댓수 | 판매댓수 (미국 한정) |
| ------ | -------- | -------------------- |
| 2015년 |          | 4,569                |
| 2016년 |          | 47,872               |
| 2017년 |          | 48,643               |
| 2018년 |          | 69,727               |